# Георги Апостоловски
Георги Димитров Алексиев Апостоловски или Попкочов е български просветен деец от Македония.

## Биография
Роден е около 1855 година в костурското село Вишени, тогава в Османската империя. Брат е на просветния деец Иван Апостоловски. Двамата му дядовци Алекси Апостоловски и поп Кочи Попалексиев са вишенски първенци. Работи като учител. Завършва едногодишен педагогически курс, след което в кратък срок, от 1885 до 1887 година, завършва учи и завършва социални науки в Женевския университет.
Назначен е за учител в Сливенската гимназия и в края на учебната 1887 – 1889 година се мести във Варненската мъжка гимназия. В 1920 година във Варна е сред учредителите на Районния земеделски кооперативен синдикат „Живот“.
Апостоловски пише в органа на Екзархията „Новини“, в който покрай другите си публикации дава описание на родното си село Вишени. Автор е на брошурата „Балканският съюз и Македония“, в която заявява, че в Македония няма сърби, и дава примери за сръбската пропаганда в Македония.
Умира в 1922 година и е погребан в Софийските централни гробища.